# 1953 في السعودية
تحتوي هذه المقالة على أهم الأحداث التي شهدتها السعودية في 1953، إضافة إلى أهم الشخصيات السعودية التي وُلدت أو تُوفيت في هذه السنة.

## السياسة

### الحكم
- الملك: عبد العزيز بن عبد الرحمن آل سعود، حتى 9 نوفمبر.

- الملك: سعود بن عبد العزيز آل سعود، منذ 9 نوفمبر.

### تعيينات

#### أكتوبر
- 9: سعود بن عبد العزيز آل سعود، رئيساً لمجلس الوزراء منذ أن كان وليّاً للعهد.[1]

ديسمبر
- 24: تعيين فهد بن عبدالعزيز آل سعود وزيرًا للمعارف. [2]

## أحداث
- تأسيس وزارة المواصلات.[3]
- الأمير فهد بن عبدالعزيز آل سعود يترأس وفد المملكة الرسمي المشارك في احتفالات تتويج الملكة اليزابيث الثانية ملكة بريطانيا.
- تأسيس جامعة الإمام محمد بن سعود الإسلامية و هي جامعة سعودية حكومية تقع في الرياض عاصمة المملكة العربية السعودية، تأسست ممثلة في كلية العلوم الشرعية (وتُعرف الآن بكلية الشريعة) وتطورت منذ ذلك الحين بصورة جذرية حتى أصبحت جامعة في عام 1394هـ-1974،[4] وتضم الجامعة الآن 14 كلية، 3 معاهد عليا، 70 معهداً علمياً داخل المملكة، وخمس معاهد خارج المملكة في كل من إندونيسيا وجيبوتي.[5]

- الخطوط الجوية السعودية تشتري عشر طائرات من طراز كونفير 340 وتم استلامها خلال عامي 1954-1955 م، وهي أول طائرة في الأسطول ذات مقصورة مكيفة بالهواء المضغوط، وفي هذا العام تم تشغيل رحلات إلى بور سودان وبغداد.[6]
- إنشاء كلية الآداب بجامعة الملك سعود لتكون أول كلية في الجامعة،[7] وصدر قرار وزير التعليم رئيس مجلس شؤون الجامعات يوسف البنيان، موافقته على تغيير مسمى كلية الآداب لتصبح كلية العلوم الإنسانية والاجتماعية، وذلك بداية من الفصل الدراسي الثاني للعام الجامعي 1444هـ.[8]
- صدور أول نظام للطيران المدني في المملكة. [9]
- وصول أول وفد اقتصادي ياباني للسعودية.
- تأسيس مجلة الرياض، من المجلات الأسبوعية الصادرة في مدينة جدة.
- تأسيس شركة نسيج العالمية التجارية إحدى الشركات الصناعية التي تعد من أكبر 15مصنع سجاد وموكيت في العالم، والرائدة في الشرق الأوسط في مجال صناعة السجاد والموكيت والخيوط الصناعية، وتقوم الشركة بتوزيع وبيع منتجاتها في السوق المحلي والخارجي، كما يوجد لدى الشركة فروعا داخل وخارج المملكة تمثل مراكز توزيع الجملة ومعارض التجزئة، ويقع مقر الشركة الرئيسي في مدينة جدة.[10]
- بدء صدور مجلة القافلة وهي مجلة سعودية ثقافية، تصدر كل شهرين عن شركة أرامكو السعودية. صدر العدد الأول منها عام 1953م. تُوزَّع المجلة مجاناً على موظفي الشركة وعلى القراء من داخل المملكة العربية السعودية أو خارجها.[11] تُعد القافلة مِن أقدم المجلات الثقافية العلمية في المملكة، ومجلداتها موسوعة علمية يعود إليها الطالب، والباحث، والعالم. ويُطبع مِنها كُل شهرين أكثر مِن 65 ألف نسخة.
- حل مجلس الوكلاء السعودي والذي قد تم تأسيسه عام 1932 في عهد عبد العزيز آل سعود، بهدف مراجعة الأوضاع الإدارية للدولة بشكل عام[12]، وكان رئيسه الأمير فيصل بن عبد العزيز آل سعود وكان بمثابة مجلس الوزراء آنذاك ومقره في مكة المكرمة، وكان يضم عدة وزارات واستمر لمدة 21 عام، حتى تم حله عام 1953 بعد تأسيس مجلس الوزراء السعودي الذي حل محله [13]

### يوليو
25: قامت مؤسسة النقد بإصدار ما عرف آنذاك بإيصالات الحجاج وطرحها للتداول، وقد كانت تلك الإيصالات من فئة العشرة ريالات، والتي طبع منها خمسة ملايين إيصال، كطبعة أولى، كتب على هذا الإيصال عبارات متعددة باللغة العربية، والفارسية، والإنجليزية، والأردية، والتركية، والمالاوية.

### أكتوبر
- 9: تأسيس مجلس الوزراء.[1]

### ديسمبر
- 26: تأسيس البنك الأهلي.[14]

## مواليد
- بندر بن محمد بن حمزة حجار، رئيس البنك الإسلامي للتنمية كما شغل منصب وزير الحج سابقاً.
- سلمان بن سعود بن عبد العزيز آل سعود، رجل أعمال وأحد أبناء الملك سعود.
- سليمان الحبيب، طبيب ومؤسس ورئيس مجلس إدارة مجموعة الدكتور سليمان الحبيب الطبية.
- عبد الملك بن سعود بن عبد العزيز آل سعود، له مساهمات خيرية وأحد أبناء الملك سعود.
- عبد الله حسن آل عبد المحسن هو مؤرخ، وكاتب، ورائد مسرحي سعودي من محافظة القطيف. ولد في عام 1373هـ/1953م بجزيرة تاروت.[15]
- مهدي بن عبار العنزي شاعر وإعلامي وكاتب وعسكري سعودي سابق.
- محمد بن حسن الزير، أستاذ جامعي وكاتب وباحث، وأحد أبرز أدباء المملكة العربية السعودية المعاصرين.
- أحمد بن ظافر القرني بروفيسور سعودي ورئيس ومؤسس برنامج قسم هندسة الطيران والفضاء بجامعة الملك فهد للبترول والمعادن. يعتبر أول سعودي وعربي يجمع أربع شهادات في هندسة الطيران والفضاء من جامعات عالمية مختلفة (أريزونا ، جامعة ميشيغان ، ميرلاند). عمل مع إدارة الطيران والفضاء الأمريكية (ناسا) في معهد الطيران والفضاء الأمريكي، والذي يحمل عضويته لأكثر من عشرين عاماً.[16]
- سعد بن سالم بن سعد السُّوَيْح فقيه حنبلي وأستاذ جامعي سعودي. ولد بالأحساء ونشأ وتعلم بها. تخرج في كلية الشريعة بجامعة الإمام محمد بن سعود الإسلامية بالرياض سنة 1977، ثم حصل على الماجستير 1982 ثم دكتوراه 1990.[17][18][19]
- راشد بن جعيثن إعلامي وشاعر سعودي،[20] ولد في محافظة المزاحمية، يرأس قسم الأدب الشعبي في مجلة اليمامة،[21] صدر له العديد من المؤلفات والدواوين الشعرية من أبرزها كتاب (الشجن: مجاريات أشعار خالد الفيصل)، وديوان (صدى الأشواق).[22]

### مايو
- 22: محمد بن نواف بن عبد العزيز آل سعود، دبلوماسي ومستشار الملك سلمان بن عبد العزيز آل سعود.

### يوليو
- 1: عبد الله المبروك هو عداء مسافات طويلة سعودي، مثّل بلاده في سباق 5000 متر خلال الألعاب الأولمبية الصيفية 1972 التي أُقيمت في ميونخ بألمانيا.[23]

### أغسطس
- 27: علي عبد الله جابر، قارئ وأحد أئمة المسجد الحرام سابقاً.

### أكتوبر
- 12: متعب بن عبد الله بن عبد العزيز آل سعود، وزير الحرس الوطني السعودي سابقاً.
- 24: عبادي الجوهر، مغني وملحن.

### نوفمبر
- 19: خالد بن محمد عبد الإله الحسيني، تربوي وإعلامي سعودي. ولد في مكة المكرمة، ينتسب لأسرة الاشراف (آل البيت). عمل في المجالين التربوي والإعلامي.

## وفيات
- صالح بن عبد العزيز بن عبد الرحمن آل الشيخ عالم دين سعودي , اسمه صالح بن عبد العزيز بن عبد الرحمن بن حسين ابن الشيخ محمد بن عبد الوهاب , ولد الشيخ صالح في بلدة السلمية إحدى بلدات محافظة الخرج .

### مارس
- 6: محمود شويل، عالم دين ومدرس وصحفي (و. 1885).[24][25][26][27]

### نوفمبر
- 9: عبد العزيز آل سعود، ملك الحجاز وسلطان نجد وملحقاتها ومؤسس المملكة العربية السعودية وأول ملوكها (و. 1876).[28]